# Định lý Bolzano
Định lý giá trị trung gian, còn có tên là định lý Bolzano (đặt theo tên nhà toán học Tiệp Khắc Bernhard Bolzano (1781-1848)). là định lý cơ bản trong giải tích, liên quan đến các hàm số liên tục trên một khoảng. Định lí phát biểu rằng:
"Nếu hàm số {\displaystyle f} liên tục trên đoạn {\displaystyle [a,b]} và {\displaystyle f(a)\neq f(b)} thì với mọi giá trị {\displaystyle y} nằm giữa {\displaystyle f(a)} và {\displaystyle f(b)}, tồn tại ít nhất một giá trị {\displaystyle c\in (a,b)} sao cho {\displaystyle f(c)=y}."
Người ta áp dụng định lý này để chỉ ra sự tồn tại của nghiệm phương trình và tìm nghiệm một cách gần đúng.

## Phát biểu
Cho hàm số thực {\displaystyle f} xác định và liên tục trên một khoảng {\displaystyle I}, thì {\displaystyle f(I)} cũng là một khoảng
Phát biểu tương đương
Với mọi hàm số f xác định và liên tục trên [a, b] → ℝ, và với mọi u nằm giữa f(a) và f(b),
luôn tồn tại ít nhất một giá trị c nằm trong khoảng [a,b] sao cho f(c)=u
Trường hợp đặc biệt
Nếu f(a) và f(b) không cùng dấu, thì luôn tồn tại ít nhất một giá trị c nằm giữa a và b sao cho f(c) = 0